# L'isola del tesoro (film 1999)
L'isola del tesoro (Treasure Island) è un film del 1999 diretto da Peter Rowe, anche sceneggiatore della pellicola.
Tra gli interpreti si segnalano il veterano Jack Palance e Kevin Zegers nel ruolo del protagonista.

## Produzione
Il film fu prodotto dalla Fries Film Group, Isle of Man Film Commission e Kingsborough Greenlight Pictures.

## Distribuzione
Distribuito dalla Columbia TriStar, uscì in versione video in Canada nel 1999.